# Affonso Eduardo Reidy

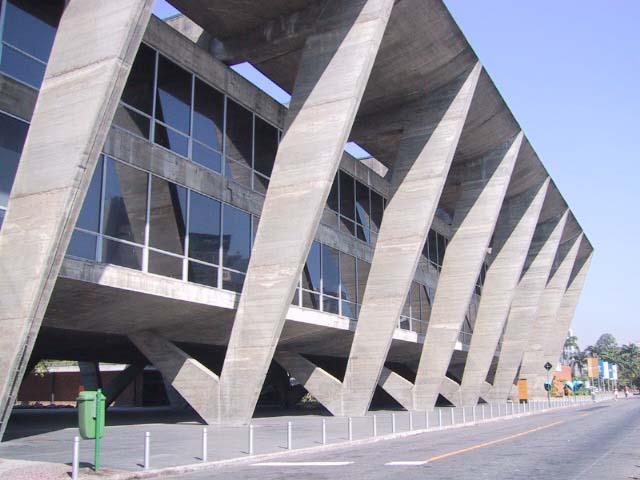
Museum für Moderne Kunst in Rio de Janeiro

Affonso Eduardo Reidy (* 26. Oktober 1909 in Paris; † 10. August 1964 in Rio de Janeiro) war ein brasilianischer Architekt.
Er gilt neben Oscar Niemeyer und Lúcio Costa als einer der bedeutendsten Vertreter der brasilianischen Moderne. Zusammen mit Le Corbusier, Niemeyer, Costa und Jorge Machado Moreira zeichnete er verantwortlich für das 1937–1943 geplante Ministerium für Bildung und Gesundheit (heute Kulturpalast) in Rio de Janeiro. Ein weiteres Hauptwerk Reidys ist das 1954 gebaute Museu de Arte Moderna do Rio de Janeiro, dessen Gartenanlagen von Roberto Burle Marx entworfen wurden.

## Leben
Der Sohn eines Briten und einer Brasilianerin begann sein Architekturstudium im Alter von 17 Jahren an der Escola Nacional de Belas Artes in Rio de Janeiro. 1930 - 31 war er dort als Assistent von Gregori Warchavchik tätig. 1931 folgte er einem Ruf als Professor an die Universidad Federal do Rio de Janeiro und ab 1932 war er Chefarchitekt der Stadt Rio de Janeiro. Er war verheiratet mit der brasilianischen Architektin und politischen Aktivistin Carmen Portinho.

## Werke
- Ministerium für Bildung und Gesundheit (heute Kulturpalast; mit Le Corbusier, Lucio Costa, Jorge Machado Moreira und Oscar Niemeyer) – Rio de Janeiro – 1937 bis 1943
- Wohngebäude Pedregulho – Rio de Janeiro – 1948
- Villa Carmen – Portinho – 1950
- Wohngebäude Marques de São Vicente, Rio de Janeiro – 1952
- Museu de Arte Moderna do Rio de Janeiro – 1954